# Rolf Ibscher
Rolf Ibscher (* 18. September 1906 in Charlottenburg; † 5. Februar 1967 in Kleinmachnow) war ein deutscher Restaurator, der sich auf die Konservierung und Restaurierung von Papyri spezialisierte.

## Leben
Rolf Ibscher war der Sohn des Papyrusrestaurators Hugo Ibscher. Nach dem Abitur 1928 studierte er Klassische Philologie und Alte Geschichte in Berlin und München (Promotion 1938 zum Dr. phil. an der Ludwig-Maximilians-Universität München). Er arbeitete am Staatlichen Museum zu Berlin als Restaurator.

## Schriften (Auswahl)
- Gestalt der Szene und Form der Rede in den Argonautika des Apollonios Rhodios. Lengerich 1939, OCLC 1016351236.
- Dem Philhellenen und Humanisten Rudolf Pfeiffer zum fünfundsiebzigsten Geburtstage am 28. September 1964. Stuttgart 1964, OCLC 632023096.